# 王言綍
王言綍（?—?），河南省息縣人，清朝政治人物、進士出身。
光緒三十年，會試第36名；殿試登進士三甲第107名，后分發為知縣。